# Khayr Alla Efendi
Hayrullah Efendi (Istanbul, 1819/1820 - 1866) fou un metge, historiador i polític otomà. Fou cadi de la Meca i va ocupar altres càrrec a l'administració pública fins a ser ministre d'escoles públiques (22 de juny de 1854); va ocupar després altres llocs importants. Va escriure una “història general de l'Imperi Otomà” que només va arribar fins al 1617 (publicat a Istanbul el 1854-1864 com Dewlet-i aliyye-i othmaniyye tarikhi) en què fou el primer a utilitzar fonts occidentals (en francès). La va continuar fins al 1648 Ali Shewki. Va escriure altres obres de teatre, medicina, agricultura, geografia, física i un relat del seu viatge a Europa el 1864.